# Sens-sur-Seille
Pour les articles homonymes, voir Sens.
Sens-sur-Seille est une commune française située dans le département de Saône-et-Loire, en région Bourgogne-Franche-Comté.

## Géographie
Sens-sur-Seille fait partie de la Bresse louhannaise. La Seille ainsi que son affluent de la Brenne coulent sur le territoire communal.

### Les cours d'eau
Sens est traversée par la Seille, née dans le Jura, et par la Brenne, son affluent, qui se rejoignent au hameau de Clémencey à Frangy-en-Bresse.
- La Seille : elle prend son nom de Sallia, dérivé de Sala (marais).
- La Brenne : le nom, très ancien, prend probablement sa source dans la langue gauloise. Il est construit avec la racine berr (bouillonner) et le suffixe ona (source, cours d'eau).

### Les hameaux
Au cours des siècles, au gré des groupes d'habitations qui s'implantaient, se sont créés des hameaux dont le nom a perduré ou a disparu. Certains, qui ne figurent plus au nombre de ceux actuels ont pu tout de même imprimer les mémoires.
- Les actuels : Bois-de-Long, Conde, les Corales, l'Etalet, Gerans, les Lorins, Visargent, la Serrée, Bure.
- Les disparus : Cabertes, Chaneviz, Château Gaillard, la Vaivre, les Varenne, Argillet, Champs-de-Seille, Notre-Dame, la Tuilerie.

#### Les hameaux actuels
Bois-de-Long :
Soit un endroit où travaillaient les scieurs de long (qui débitaient les troncs dans le sens de la longueur), soit un endroit où l’on faisait pousser des arbres à croissance lente.
Mes recherches sur les actes paroissiaux, de 1581 à la révolution, révèlent que ce hameau n'avait pas d’habitation (aucun acte répertorié). Ce dont je suis sûr, c’est que ce hameau était englobé dans un autre (Visargent). Il est répertorié dans les cartes de Cassini.
Conde ou Condé :
Du gaulois Condate, (confluent) probablement un très vieux hameau qui a toujours été à part de la paroisse de Sens. En effet, il possédait sa propre chapelle dont Adrian Conduit (1626 - 1628) était dit vicaire.
Il s'agirait de la chapelle Saint-Georges, Saint-Roch  ou Saint-Jean selon Guillemin.
Conde appartient aux Du Châtel au XVIIe siècle, puis aux De la Rodde, aux De Brancion au XVIIIe siècle et enfin aux De Scorailles.
Le 24 avril 1791, la ville de Saint-Germain-du Bois a demandé de réunir divers hameaux à sa paroisse, dont Conde, afin de l’agrandir dans l’intérêt des marchands avoisinant l'église.
Le conseil municipal de Sens exposa aux administrateurs du directoire que les habitants de Conde ont intérêt à demeurer à la paroisse de Sens puisqu’ils ne sont éloignés du bourg que de vingt minutes de marche tandis qu’ils sont à une lieue de Saint-Germain-du-Bois, avec de mauvais chemins.
Ces habitants devaient, en effet, pour venir à Sens, traverser la rivière de Brenne sur une planche et, en cas de crue, ils devaient prendre le bateau ou passer par le pont de l’Etalet en faisant un détour par la Corbière, hameau de Saint-Germain-du-Bois.
Les Corales :
L'étymologie du nom peut prendre plusieurs axes ; soit cela peut provenir du caractère amical de la personne à qui appartenait à l’origine, ce terrain (coral, en vieux français a le sens d’amical, sympathique) ou d'un terrain planté de chênes. (Coral : cœur de chêne).
Selon le cadastre de 1825, on trouve deux champs appelés grandes et petites Corales. Les grandes Corales étaient coupées, en leur milieu, par l’ancienne route qui menait au château de Visargent.
Mes recherches sur les actes paroissiaux, de 1581 à la Révolution, révèlent que ce hameau n’avait pas d’habitation (aucun acte répertorié). En fait, ce hameau était englobé dans un autre (Visargent).
En 1958, le curé de la paroisse fit ériger un oratoire, le long de la route de Saint-Germain-du-Bois pour permettre des processions plus accessibles à Notre Dame qui se situait à la chapelle de la Chesnaye.
L'Etalet :
Étymologie vague mais pourrait provenir du bas francisque « Stal » (position, demeure) qui a formé en vieux français « astaler » puis étaler. Toponymiquement, on peut imaginer que les fréquentes inondations à cet endroit aient influencé son nom (eau qui s’étale).
Au cours du temps, le nom s'est modifié tant dans sa structure que dans son orthographe. Il passe de Lestalet en 1343 à Lestaillet en 1490 mais également en portant, dans son nom, son statut  de frontière fiscale (le portail de l’Etalley-1602 ; Pont de l’Estallet-1666) pour parvenir à nous dans son orthographe définitive : l’Etalet (1856).
Ce passage sur la Brenne était emprunté depuis longtemps : une voie romaine y partait pour finir à Villevieux en passant par le bourg de Sens.
Le pont de l'Etalet était à la frontière fiscale entre la Bresse chalonnaise et la Franche-Comté. Une maison implantée perpendiculairement à la route d’environ 23 m de long fut construite en 1602 pour héberger un fermier du roi et 12 gabelous jusqu'à la Révolution. La pièce du fermier était parquetée de chêne. Au XIXe siècle, la maison devint résidence de notaires et de médecins puis ferme « collective ». Elle accueillait quatre ménages en 1935 et plus que deux en 1950. Cependant, selon les recherches en archives du propriétaire en 2008, il s'agit d'un poste de douanes construit en 1725 sur ordre du roi.
Le 18 mars 1792, le conseil délibère sur l'état de la route entre Chalon et Lons-le-Saunier qui se détériore surtout entre Saint-Germain-du-Bois et Sens, lorsque la route descend vers le bois de l'Etalet.
Gerans :
L'étymologie du nom n’est pas assurée. Néanmoins, on retrouve un nom de famille Géran au centre de la France, ce nom avait probablement comme origine un nom franc formé sur la racine War (protecteur) comme les noms et prénoms Gerin, Guérin…
Une des formes du nom du hameau en 1490 est Ageran. Les noms tant de lieux que de famille qui débutent par A… prennent souvent leur source dans l'esprit de possession ou d'appartenance (à geran = Ageran), ce qui appuierait cette hypothèse.
Les Lorins :
Selon le dictionnaire topographique de la France, la plus ancienne référence à ce nom pour Sens est un Philibert Lorin (1476). En effet mes recherches ont révélé une très ancienne famille Lorin présente dès 1581. Cela tend à penser que le nom du hameau provient de l'installation d'une famille « Lorin » en ce lieu. D'autant que l'article (les) devant le nom du hameau est une marque fréquente d'appartenance à un groupe (les Michelins, les Dameys à Bosjean). Quant à l'origine du nom, il semble qu’un groupe d'individus provenant de Lorraine ait pu recevoir le surnom de « Lorins ».
Visargent :
Dans le dictionnaire de la noblesse, on trouve la trace de Pierre de Brancion, seigneur de Visargent dès le XIIIe siècle et descendant de Warulphe de Brancion (vers 960). Le lieu est donc très ancien, mais reste énigmatique sur son origine.
Si les diverses formes anciennes ont quelquefois donné « Vif argent (1490) », il ne me semble pas que le mercure (vif argent autrefois) ait un quelconque rapport.
Au XIIIe siècle, la seigneurie de Visargent passe des De viennes aux De Brancion. Les armes de cette maison sont d’azur à trois fasces ondées d’or.
Le château de Visargent date de la limite entre le XVIIe et le XVIIIe siècle. Toutefois, en 1374, on note l’emplacement d’une maison forte de Visargent.
La Serrée :
En Bressan, la Sarria. Le nom se retrouve sur plusieurs sites en Bourgogne, je n'en connais pas la signification. Sur le cadastre de 1825, ce lieu se situe sur le document D 1, le long de la Seille derrière le château de Visargent.
Bure :
Ce hameau, désigné Beure en 1490, pourrait, à l’instar de la ville comtoise du même nom être issu du terme germanique Bûr désignant une habitation isolée, faisant allusion à l’habitat des castors.

#### Les hameaux disparus
Les lieux-dits disparus le furent, soit parce que la destination du lieu est devenue caduque (la tuilerie), soit que le lieu fut détruit. Le plus souvent ils ont été englobés dans un hameau principal.
Cabertes :
Lieu connu dès 1539. Je n’ai pas trouvé d’information sur l’étymologie du nom, ni son implantation dans le cadastre de 1825, mais il existe une ville du même nom en Espagne…
Chaneviz :
Ce lieu faisait partie du fief de la seigneurie de Bosjean, il est mentionné en 1539.
Le chènevis est le nom donné à la graine de chanvre dont la culture était très importante en Bresse puisqu’il permettait d’obtenir des toiles plus ou moins fines. La culture du chanvre se faisait toujours sur les mêmes parcelles qu’on appelait chenevière, ce qui a donné Chanevis, Chaneviz..
Château Gaillard :
Les villes, ou lieux-dits de France, portant ce nom sont souvent des endroits où l’on a édifié un château sur une butte, comme celui des Andelys où furent enfermées les belles-filles de Philippe IV le Bel. Dans le cas de cet ancien hameau la topologie de l’emplacement exclue, à mon avis cette hypothèse.
En l'espèce, on peut voir sur le cadastre de 1825, la position de Château-Gaillard, au coin de la route de Visargent, entre les Corales et Bois de Long.
La Vaivre :
Ce hameau était en fait derrière le château de Visargent, le long de la Seille. Ce devait être un endroit souvent inondé car la Vaivre ou Vouivre était, hormis l'appellation mythologique romaine, « un lieu insalubre et peuplé de serpents et autres animaux fantastiques mais dangereux ».
Les Varennes :
Une varenne, désigne un domaine de chasse réservé, puis une terre inculte où l'on fait paître le bétail. S’il n’existe plus en tant que hameau, cet endroit est toujours présent sur le cadastre de 1825 (section D2) entre l’Etalet et Visargent.
L'Argillet :
Connu depuis 1421, ce hameau situé entre les Corales et le Bourg n’est plus marqué aujourd’hui. Mais il est pourtant cité le 16 floréal an 3 de la République, pour un litige de partage de terres entre les habitants de Sens. Son nom peut provenir de l’argile qu’on y prélevait.
Les champs de Seille :
Ce lieu faisait partie du fief de la seigneurie de Bosjean, connu en 1539. On le retrouve sur le cadastre de 1825 entre les Lorins et le canal.
Comme son nom l'indique, il s'agit des champs qui jouxtaient la Seille, fréquemment inondés et qui servaient à faire champoyer les bêtes (mettre aux champs).
Notre-Dame :
Ce lieu-dit fait partie de Visargent, Courtépée signale la présence d'une chapelle mariale en 1780.
La Tuilerie :
En 1783, les nouveaux états généraux en font mention, c'était le lieu d'emplacement de la tuilerie de Sens-sur-Seille. Il faut noter qu'il existait une tuilerie à l'Etalet qui fonctionna jusqu'en 1930 mais hors du hameau en question.
Sur l'illustration qui suit, on aperçoit que la tuilerie se trouvait à l'est, entre Bures et les Lorins, au nord de Gommerand.

### Communes limitrophes
| Bouhans               |                  | Bosjean   |
| Saint-Germain-du-Bois | Sens-sur-Seille  | Le Tartre |
|                       | Frangy-en-Bresse |           |

### Climat
Pour des articles plus généraux, voir Climat de la Bourgogne-Franche-Comté et Climat de Saône-et-Loire.
En 2010, le climat de la commune est de type climat océanique dégradé des plaines du Centre et du Nord, selon une étude du Centre national de la recherche scientifique s'appuyant sur une série de données couvrant la période 1971-2000. En 2020, Météo-France publie une typologie des climats de la France métropolitaine dans laquelle la commune est exposée à un climat semi-continental et est dans la région climatique Bourgogne, vallée de la Saône, caractérisée par un bon ensoleillement (1 900 h/an), un été chaud (18,5 °C), un air sec au printemps et en été et des vents faibles.
Pour la période 1971-2000, la température annuelle moyenne est de 10,9 °C, avec une amplitude thermique annuelle de 17,5 °C. Le cumul annuel moyen de précipitations est de 998 mm, avec 11,8 jours de précipitations en janvier et 8,1 jours en juillet. Pour la période 1991-2020, la température moyenne annuelle observée sur la station météorologique de Météo-France la plus proche, « Lombard », sur la commune de Lombard à 15 km à vol d'oiseau, est de 12,1 °C et le cumul annuel moyen de précipitations est de 1 128,6 mm. 
La température maximale relevée sur cette station est de 39,5 °C, atteinte le 24 juillet 2019 ; la température minimale est de −16,5 °C, atteinte le 5 février 2012,,.
Les paramètres climatiques de la commune ont été estimés pour le milieu du siècle (2041-2070) selon différents scénarios d'émission de gaz à effet de serre à partir des nouvelles projections climatiques de référence DRIAS-2020. Ils sont consultables sur un site dédié publié par Météo-France en novembre 2022.

## Urbanisme

### Typologie
Au 1er janvier 2024, Sens-sur-Seille est catégorisée commune rurale à habitat très dispersé, selon la nouvelle grille communale de densité à sept niveaux définie par l'Insee en 2022.
Elle est située hors unité urbaine et hors attraction des villes,.

### Occupation des sols
L'occupation des sols de la commune, telle qu'elle ressort de la base de données européenne d’occupation biophysique des sols Corine Land Cover (CLC), est marquée par l'importance des territoires agricoles (80,7 % en 2018), en diminution par rapport à 1990 (88,3 %). La répartition détaillée en 2018 est la suivante : zones agricoles hétérogènes (41,9 %), prairies (26,8 %), terres arables (11,9 %), milieux à végétation arbustive et/ou herbacée (8,5 %), forêts (5,8 %), zones urbanisées (5 %). L'évolution de l’occupation des sols de la commune et de ses infrastructures peut être observée sur les différentes représentations cartographiques du territoire : la carte de Cassini (XVIIIe siècle), la carte d'état-major (1820-1866) et les cartes ou photos aériennes de l'IGN pour la période actuelle (1950 à aujourd'hui).

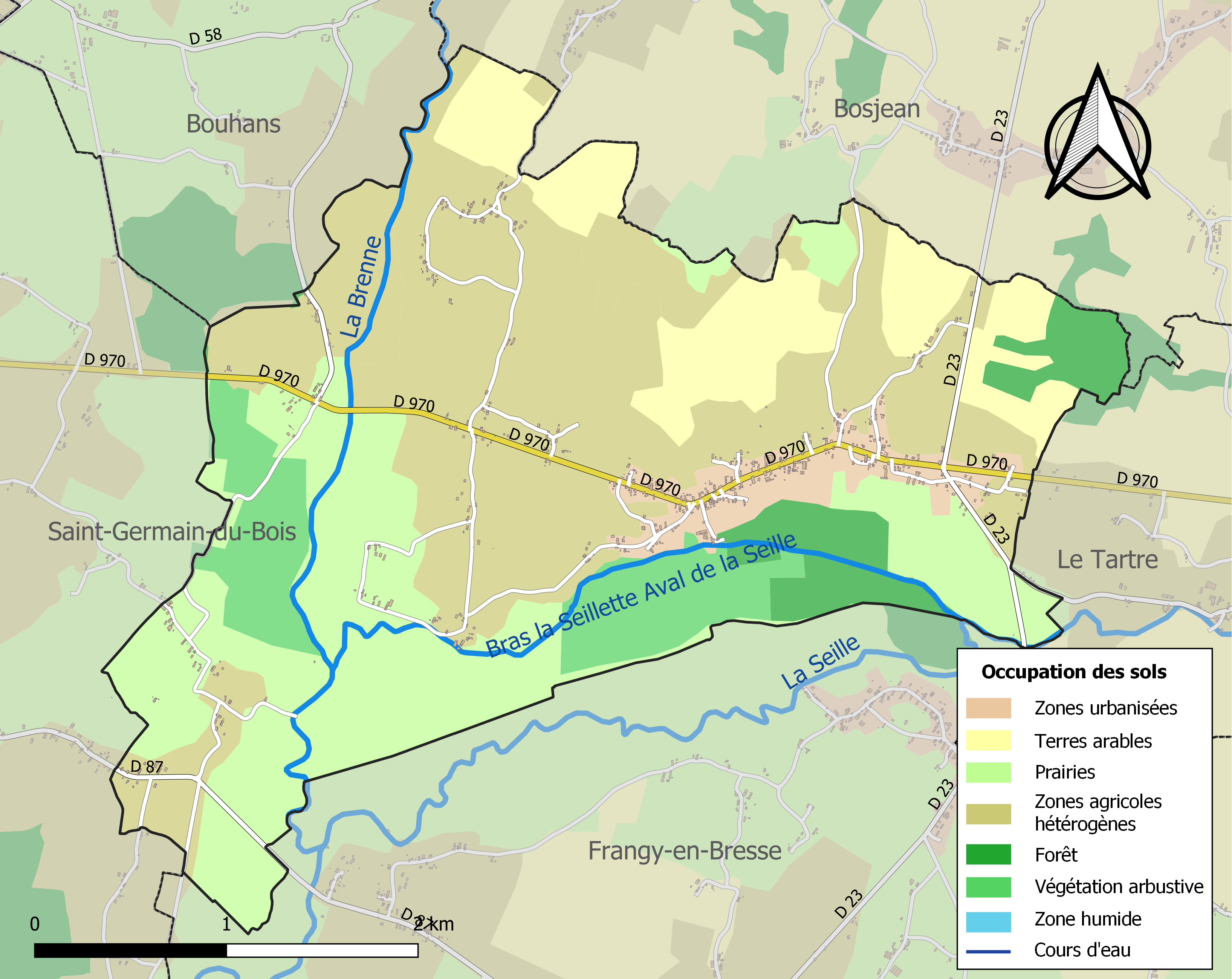
Carte des infrastructures et de l'occupation des sols de la commune en 2018 (CLC).

## Toponymie

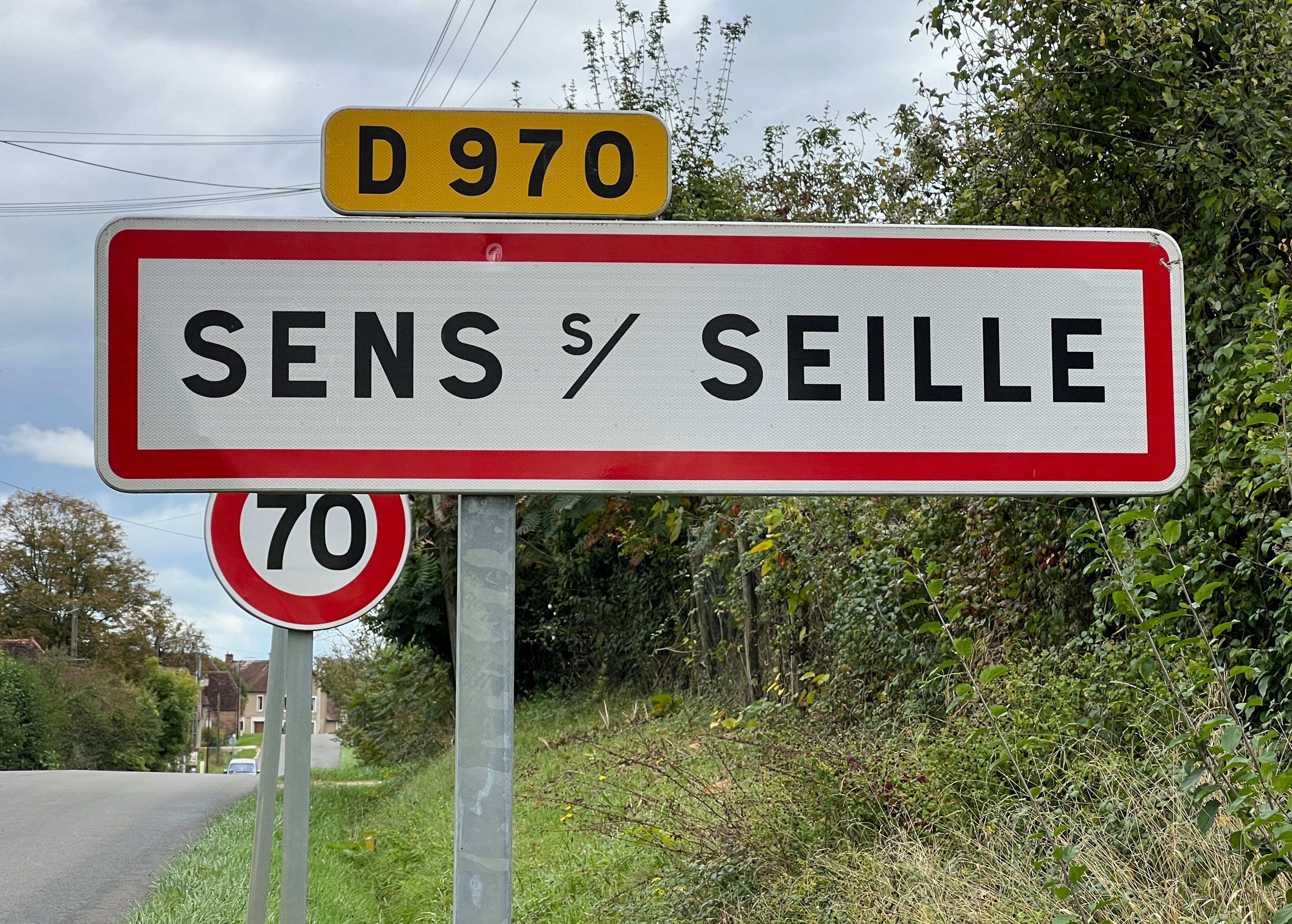
Panneau à l'entrée du village.

C’est en 1953 que la commune de Sens adopta définitivement le nom de « Sens-sur-Seille ».

## Histoire

### Préhistoire
Il est fort probable que ce sol fut foulé par de bien plus larges pattes, celle des grands dinosaures, ces sauropodes dont en 2005, on trouva des traces à Loulle, dans le haut-Jura.
L'occupation humaine préhistorique est aussi avérée, car tant à Conde qu'aux Lorins, des pierres taillées furent mises au jour. Robert Oudet, dans son fascicule sur la commune de Sens, note que notre ville était habitée au moins depuis 5 000 ans avant notre ère, et qu’on y a trouvé, à Conde,  des silex taillés et une hache de pierre polie verte.
En 1981, Raymond Coulon a découvert, dans son jardin, aux Lorins, sur le rebord de la terrasse alluviale dominant la seille, une dizaine de silex taillées d'époque néolithique (de 5000 à 2000 av JC.) ainsi qu'une petite pointe de flèche sur éclat, à base ovalaire. À cette époque, les hommes ne vivent plus seulement de pèche, de chasse et de ramassage de fruits sauvages, mais aussi de l’élevage et de la culture des céréales. On peut sans doute y voir les prémices de l’installation, de manière durable, de l’homme dans notre ville.
De manière large, on sait que la partie de la Gaule située entre Saône et Rhône était l'apanage des Séquaniens, celtes venus de l’est descendants d’Ascanée.
L'arrondissement de Louhans est un mélange de divers Séquaniens : Insubriens, Ambarres, Allobroges et Ségusiens. Peuples de tradition orale, polythéiste. La gaule, à cette époque est subdivisée en plusieurs « Pagi » dont l’Insubrie.
On sait déjà que Conde est  d'origine gauloise, mais selon Désiré Monnier, érudit français (mort en 1869), auteur de plusieurs ouvrages consacrés aux traditions populaires de Franche-Comté, les termes Charnay (Frangy) ou sens (comme seine senan) sont les marques de l'imprégnation des druides.

### Ancien Régime
Le cartulaire de Saint-Marcel, aux alentours de 1090, fait mention de la ville de Sans ou Sancis où Aia, la fille de Laurent, servant de Saint Marcel, sœur d'Oddon, Meschin et Gislebert vend à Maître Leodegario, doyen de Ruffey, une vigne et un curtil qui est dans l’angle dans la ville que l'on appelle « sancis ».
Les preuves pour l'abbaye de Baumes-les-Messieurs, en 1157, évoque le nom de Cincinum.
On trouve également : Senciacum (1184) ; Saens ; Sans (1498). Je tiens, par ailleurs des anciens et de ceux qui parle le Bressan en général, qu'on le prononce comme « SANS » et non « Sense ».
Communément, le nom gaulois Sancia a été latinisé en sanciacum et signifie, selon Désiré Monnier dans son essai sur la Séquanie…(1818), la sainte demeure. En effet Sancus a été utilisé dans le bas latin à la place de sanctus et les suffixes –ac, -acus, -acum sont les terminaisons habituelles des dénominations locales et désignent les habitations.
Le cahier de doléances :
Les délibérations du conseil municipal relève, à son origine, une mention portée par le curé CUSIN et reflet du procès-verbal de Paul CATRON, notaire royal de Louhans.
Daté du 19 mars 1789, c'est, normalement le procès-verbal dressé pour recevoir les avis des habitants, dans le but de rédiger le cahier de doléances.
Sont présents les sieurs CATRON, notaire ; BLANC, échevin ; François CHEVROT, notaire ; CUSIN, curé. Mais les habitants ne viennent pas à l'assemblée.
Le curé assure avoir publié l'annonce de la réunion et ajoute que le sieur BILLOT, recteur d'école a posé les affiches à l'issue de la messe.
Le curé reçoit l'information selon laquelle ils ne sont pas venu, car gênés de rédiger les doléances devant eux.
Le prêtre, connait la raison et le précise  :
« … à l'issue de la messe la plus grande partie des habitants s'étant assemblés sur le cimetière autour de maître Bruchon  notaire royal demeurant à Sens, lequel était monté sur une pièce de bois destiné a entreposer les morts, led(it) Bruchon leur lut à haute voix le cahier des plaintes doléances et remontrances qu’il déclara avoir fait pour la paroisse en disant qu’il y avait travaillé pendant deux jours… »
Il décide de ne pas attendre pour faire l'assemblée, fait venir une table et ajoute :
```
 « 
…qu'il ne serait pas dit d'avoir travaillé pour rien pendant deux jours…
 »
```

Ensuite, le sieur Bruchon et le sieur Caucal de Visargent sont nommés députés pour la paroisse par deux voix seulement celles de Antoine Cuaboz et François morestin.
Attirés par le son de la cloche les sieurs Chevrot et Blanc se rendent sur le lieu de l’assemblée pour en connaître les motifs et le notaire de Sens les apostrophe :
« …Approchez échevin et Chevrot approchez que je vous dise vos iniquités… Nous nous passerons d'eux. L'échevin n'a rien à perdre ni à gagner et les habitants veulent que l'assemblée se fasse aujourd'hui… »
Maitre Catron déclare cette assemblée illégalement faite et nulle et donne acte aux sieurs Cusin, Blanc et Chevrot.
Signé
Catron et Duscheneau, greffier.
Aux archives départementales de Saône-et-Loire, le cahier que l'on peut consulter sous la côte « 3 B 387 » est celle rédigée par maître Bruchon...
Le cimetière de Sens était autour de l’église.
Jusqu'à la Révolution française, Sens-sur-Seille, localité du département de Saône-et-Loire relevant depuis 1801 du diocèse d'Autun, dépendit du diocèse de Besançon.

### Premier Empire
Les délibérations du conseil municipal de la commune de Sens (pas encore Sens-sur-Seille) en date du 23 septembre 1814, font état d'une pétition signée par les sieurs Claude et Jean Michelin, cultivateurs à sens.
Le 6 mars précédent,les troupes alliées étant à Sens, les chefs des hussards verts sont logés de leur propre autorité chez un dénommé François Robelin, dit « boulange ». Ils exigent un bœuf gras et de la volaille.
Dans l'urgence, monsieur le maire fit réquisition d'un bœuf chez les pétitionnaires qui fut livré chez monsieur Guillemein, aubergiste à Sens, où il fut abattu.
Cet animal ne fut pas mangé, les troupes ayant reçu l'ordre de se retirer. La viande perdue fut vendue 17,85 Francs et la peau pour 10 francs (le montant estimé de la bête était de 200 francs).
La partie en surplus fut enterrée, la moins corrompue donnée aux indigents.

### Période moderne
C’est un décret de 1953 qui lui porta définitivement son nom « Sens-sur-Seille ».

## Politique et administration

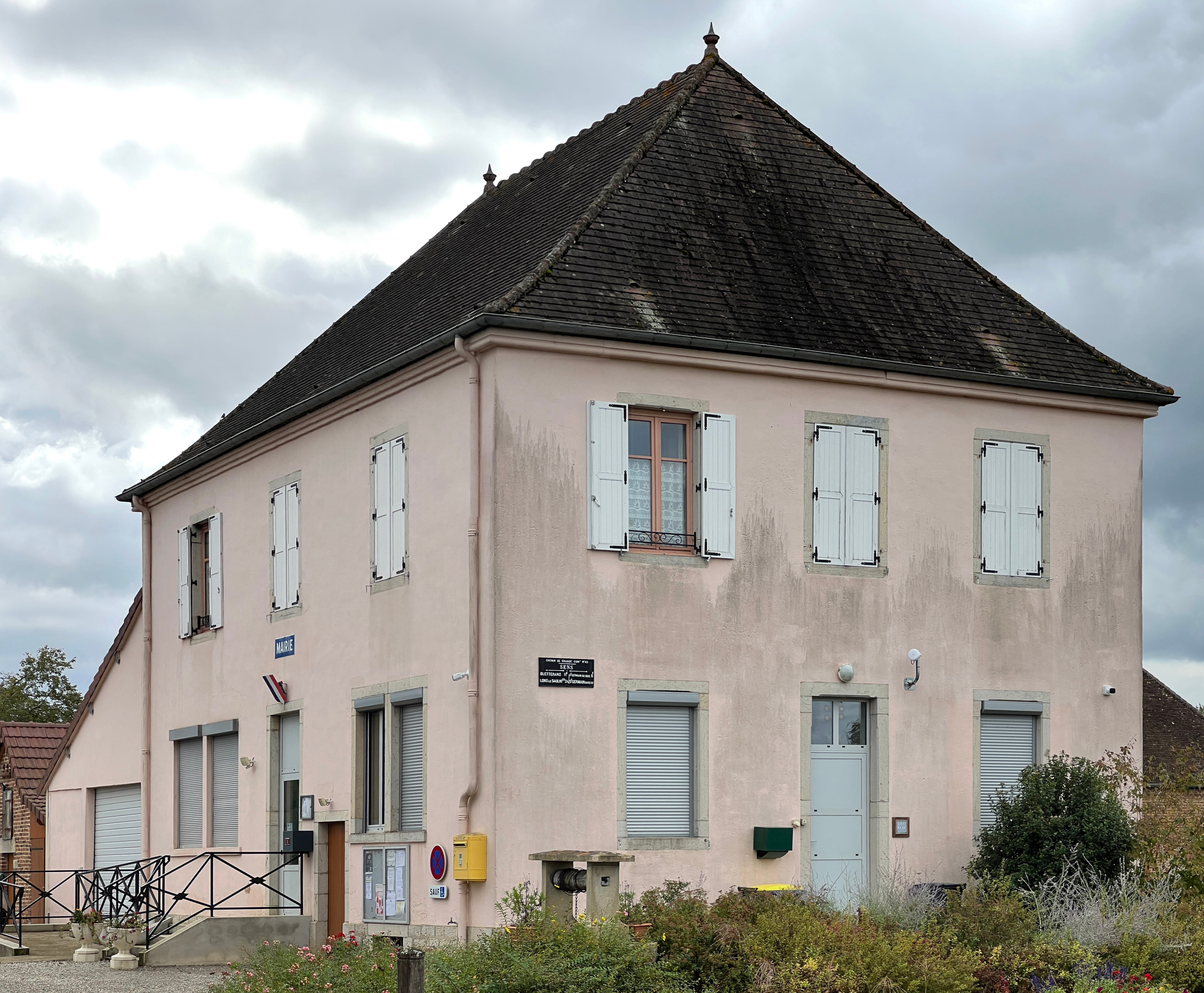
La mairie.

### Tendances politiques et résultats

#### Élections législatives
Le village de Sens-sur-Seille faisant partie de la Quatrième circonscription de Saône-et-Loire, place lors du 1er tour des élections législatives françaises de 2017, Cécile Untermaier (PS) avec 27,27 % ainsi que lors du second tour avec 59,46 % des suffrages.
Lors du 1er tour des élections législatives françaises de 2022, Cécile Untermaier (PS), députée sortante, arrive en tête avec 38,41 % des suffrages comme lors du second tour, avec cette fois-ci, 53,49 % des suffrages.

### Liste des maires de Sens-sur-Seille
| Période           | Période       | Identité               | Étiquette | Qualité                                       |
| ----------------- | ------------- | ---------------------- | --------- | --------------------------------------------- |
| février 1790      | novembre 1790 | Eusèbe Bruchon         |           | Notaire                                       |
| novembre 1790     | février 1795  | Claude Michelin        |           |                                               |
| 10 ventose An III | 1813          | Denis Robelin          |           |                                               |
| 1813              | 1819          | Claude Caucal          |           |                                               |
| décembre 1819     | mars 1848     | Jean Bruchon           |           |                                               |
| mai 1848          | août 1848     | Claude Burdy           |           |                                               |
| août 1848         | juin 1849     | Paul Gavillot          |           |                                               |
| octobre 1849      | 1865          | Claude Burdy           |           |                                               |
| octobre 1865      | 1876          | Eusèbe Bruchon         |           |                                               |
| mai 1876          | juin 1876     | Claude Antoine Rouffet |           |                                               |
| 1876              | 1881          | Claude Marie Perraud   |           |                                               |
| 1881              | 1900          | Homère Gavillot        |           |                                               |
| 1900              | 1901          | Claude Perraut         |           |                                               |
| 1901              | 1904          | Albert Rivière         |           |                                               |
| 1904              | 1928          | Eugène Gavillot        |           |                                               |
| 1928              | 1932          | Edmond Combette        |           |                                               |
| 1932              | 1934          | Claude Cornier         |           |                                               |
| février 1935      | mai 1935      | Lucien Vernay          |           |                                               |
| mai 1935          | après 1947    | Claude Marie Fichet    |           |                                               |
| 1963              | 1971          | Jacques Monin          |           |                                               |
| 1971              | 1973          | Julien Thibert         |           |                                               |
| 1973              | 1995          | Clovis Robier          |           |                                               |
| juin 1995         | mars 2008     | Jean-Jacques Sergent   |           |                                               |
| mars 2008         | mars 2014     | Jean-Pierre Combette   |           |                                               |
| mars 2014         | En cours      | Sébastien Jacquard     | DVD       | Employé, conseiller départemental depuis 2021 |

### Liste des secrétaires de mairie
| Période                                  | Période    | Identité               | Étiquette | Qualité         |
| ---------------------------------------- | ---------- | ---------------------- | --------- | --------------- |
| février 1790                             | mars 1792  | Claude Vannesson       |           |                 |
| 1792                                     |            | Jean Nicolas Richardin |           | recteur d'école |
| An X                                     | 1807       | Rémi Petetin           |           |                 |
| 1807                                     |            | Pierre Joseph Bénier   |           | Instituteur     |
| avant 1910                               | après 1919 | Nicot                  |           |                 |
| après 1926                               | avant 1931 | Michallet              |           |                 |
| 1931                                     |            | Marius Bretin          |           |                 |
|                                          | 1940       | Relange                |           |                 |
| 1940                                     |            | Marius Bretin          |           |                 |
| 1941                                     | 1943       | Simard                 |           |                 |
|                                          | 1943       | René Guyon             |           |                 |
| 1943                                     |            | Gustave Guyon          |           |                 |
| Les données manquantes sont à compléter. |            |                        |           |                 |

### Liste des curés
- Jean Mognardet (au moins 1581 - au moins 1586).
- Denys Coullouret (au moins 1581 - au moins 1586)
- Bonaventure Dhyver (?) (? - 1615)
- Guillaume Ausmonier (curé de Sans et Bosjean)(1615 -+24/08/1661)
- Degiselle (vicaire à Sans) (1620 -1625)
- Denis Bigueure (?) (1621 - 1624)
- Cotin (curé de Bosjean) (au moins 1616 -1630)
- Adrian Conduit (vicaire de Sans et Conde) (1626 - 1628)
- Baradur (1632 - 1635)
- Lafont (curé de Bosjean) (1635 - 1636)
- Philibert Faguet curé de Sens et de Savigny en Revermont (1661 - 1683)
- Dufour (1684 - + 28/12/1694)
- Pouillard (1695 - 1695)
- Paccaud (1695 - 1701)
- Desrochettes (1701 - 1706)
- Thévenot (1706 - 1706)
- Prêtres des carmes deschaussés de Bletterans en remplacement (1706, 1715, 1720, 1762-1763)
- Jean Baptiste Marion (1707 - 1715)
- Perreaud (administrateur de l'église de la paroisse de Sens (1715 - 1716)
- François Jacquenet (1717 – 1720)
- Pierre Joseph Dunoyer (1719 - +15/07/1763)
- Raguet (1759 - 1760)
- Trouillot prêtre vicaire (1760 - 1762)
- Planet curé du Fay (1762 - 1762)
- Philippe Dion (1763 - + 15/08/1766)
- Regnault curé de Bosjean (1766 -1766)
- Chevau prêtre vicaire de Bosjean (1766 -1766)
- Jean Claude Cusin (1767 - devenu prêtre jureur le 13 février 1791)

Le 14 pluviose An II, Jean Claude Cusin, donne sa démission de ministre du culte de Sens et déclare se retirer à Besançon d’où il est originaire.
- Jean Emmanuel Vernier (avant 1836 – avant 1846)
- Joseph GrandPerrin (avant 1846 – av. 1856)
- Nicolas Couchot (av. 1856 – ap 1876)
- Charles Paul Ménétrier (av. 1881 – entre 1886 et 1891)
- Henri Peutet (av. 1891 – ap. 1896)
- Pierre Guillet (av. 1901 – 1911)
- Louis Bec (av. 1911 – ap. 1926

### Liste des gardes-champêtres
- Claude Bernard (av. 1782 – dc 7/02/1782) garde des bois
- 24/6/1792 : Tous les citoyens à tour de rôle.
- Humbert Bernard des Lorrains manouvrier et Guillaume Dru aussi manouvrier de Sens. (9/4/1792)
- Humbert Bernard et Claude Bourgeois. (10 fructidor an III – 27/08/1795)
- Hubert Bernard (fin en 1808)
- Claude Vallion (1808 -)
- Chevrot Jacques (avant 1836 -1842)
- Jacquard Claude (? - >1846)
- Boissy Jean (1846 – après 1861)
- Pierre Marie Bouley (av. 1872 -)
- Paul Coulon (avant 1904 – après 1926)

### Liste des instituteurs et institutrices
- Barthélémy Fayard principal du collège de Sens (1679)
- Sébastien Mathey maitre d'école (1693)
- Claude Olivier, instituteur (1702)
- Gaspard François recteur d'école (1709 - 1722)
- Claude Mouveau, recteur d'école (1726)
- Jean Bretin recteur d'école (1746)
- Claude Tissot recteur d'école (1768 - 1774)
- Joseph Billet recteur d'école (1784 - 1788)
- André tripier (1831 - 1832)
- Jean Claude Ruty (1832 -1834)
- François Chevrot (1834 – av. 1872)
- Sœur Pélagie Brulport institutrice (avant 1846 -)
- Césarine Crolet institutrice (av. 1856 -)
- Thérèse Bigey Sœur institutrice (av. 1861 – ap. 1872)
- Denis Alexandre Delarche (av. 1872 – ap. 1876)
- Cartigny Léocadie religieuse (av. 1876 – ap. 1881) école des filles
- Charles Oudard (avant 1881 - 1891)
- François Callanquin (1882 - 1888)
- Jean petiot (av. 1891 – ap. 1896)
- Marie Serre (1885 - 1886) école des filles
- Jeanne Lacharme (1884 - 1885) école des filles
- Cottin (1885 - 1886) école des filles
- Dupuis née Morel (1886 - 1888) école des filles
- Claude Prosper Pourot (1888 - 1890)
- Claire Jaccoton (1888 - 1889) école des filles
- Marie Eugénie Dorey (1889 - 1894) école des filles
- Jean Petiot (1890 -)
- Claude François Nicot (1891 – 1920)
- Marie Million (1894 – 1925) école des filles
- Adrien Alle (1901 -)
- Létienne (1903 -)
- Pauline Griveaud (1904 – ap. 1906)
- Burdy (1908 -) école des filles
- Justine Moscol (1908 -) école des filles
- Angelina Combe (1909 – après 1911) école des filles
- Fumey (1913 –) école des filles
- Eliane Blanchon (1913 – ap. 1921) école des filles
- Joseph Michallet (1920 –1930)
- Vantard (- 1925)
- Angèle Petitjean (1925 – ap 1931)
- Chanliau (1925 - 1928)
- Filliatre (1928 - 1930)
- Claude Maurice Monneret (1930-)
- Denise Prochot-Héron (av 1930 -)
- Marc Relange (av. 1936 -)
- Mademoiselle Mameveau (av. 1932 - 1932
- Marcelle Fedrigo-Lapalus (1932 -)
- Bichon-Colas (1932 -)
- Chauvey (? – 1940)
- Bernard (1940 -)
- Gabrielle Valeyre (1941 -)

### Liste des notaires
- Claude Delafontaine  (1589)
- Guillet (1591) notaire au château
- Claude Collant (1627) à Bosjean
- Denis et Pierre Chevrot (1707 – 1720)
- Jacques Cahuet (1746 – 1767) décès 3/07/1772
- François Chevrot (1768 – 1792)
- Eusèbe Bruchon (ainé) (1783 – 1816)
- Eusèbe Bruchon (fils) (1840 – 1883)
- Jean Bruchon (père) (1817 – 1839)

## Démographie
L'évolution du nombre d'habitants est connue à travers les recensements de la population effectués dans la commune depuis 1793. Pour les communes de moins de 10 000 habitants, une enquête de recensement portant sur toute la population est réalisée tous les cinq ans, les populations de référence des années intermédiaires étant quant à elles estimées par interpolation ou extrapolation. Pour la commune, le premier recensement exhaustif entrant dans le cadre du nouveau dispositif a été réalisé en 2007.
En 2022, la commune comptait 432 habitants, en évolution de +6,93 % par rapport à 2016 (Saône-et-Loire : −1,06 %, France hors Mayotte : +2,11 %).
| 1793 | 1800 | 1806 | 1821 | 1831 | 1836 | 1841 | 1846 | 1851 |
| ---- | ---- | ---- | ---- | ---- | ---- | ---- | ---- | ---- |
| 745  | 763  | 785  | 812  | 840  | 828  | 812  | 835  | 861  |

| 1856 | 1861 | 1866 | 1872 | 1876 | 1881 | 1886 | 1891 | 1896 |
| ---- | ---- | ---- | ---- | ---- | ---- | ---- | ---- | ---- |
| 816  | 788  | 840  | 832  | 875  | 840  | 802  | 804  | 824  |

| 1901 | 1906 | 1911 | 1921 | 1926 | 1931 | 1936 | 1946 | 1954 |
| ---- | ---- | ---- | ---- | ---- | ---- | ---- | ---- | ---- |
| 791  | 801  | 800  | 708  | 750  | 690  | 680  | 601  | 556  |

| 1962 | 1968 | 1975 | 1982 | 1990 | 1999 | 2006 | 2007 | 2012 |
| ---- | ---- | ---- | ---- | ---- | ---- | ---- | ---- | ---- |
| 463  | 414  | 372  | 363  | 325  | 298  | 323  | 326  | 376  |

| 2017 | 2022 | - | - | - | - | - | - | - |
| ---- | ---- | - | - | - | - | - | - | - |
| 411  | 432  | - | - | - | - | - | - | - |

## Culture et patrimoine

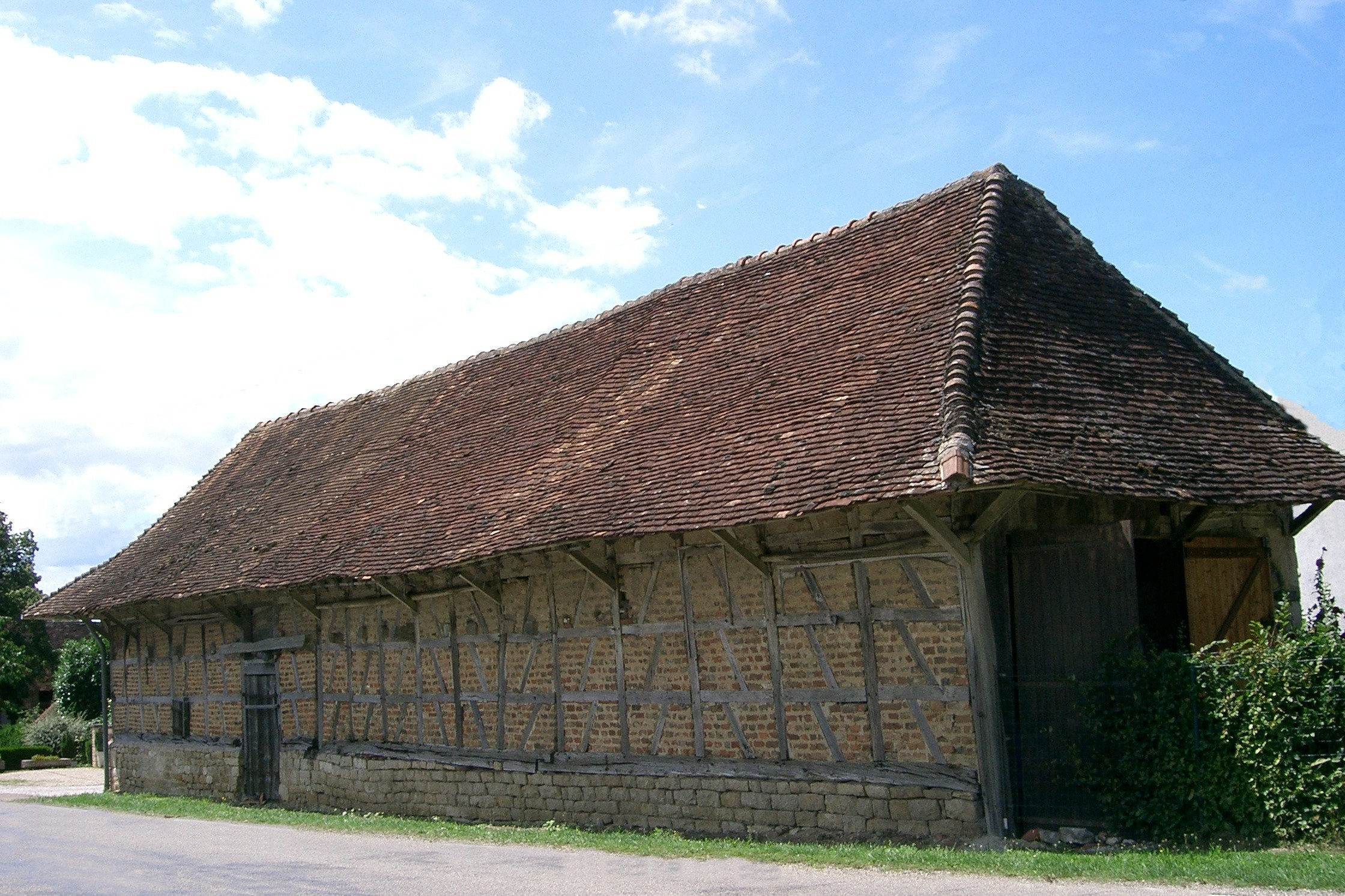
Ferme bressane à Sens-sur-Seille.

### Lieux et monuments
- Château de Visargent.
- Le Refuge de Darwyn, maison de retraite et défense des chevaux maltraités[35].

### Personnalités liées à la commune
- Jacques de Clermont-Mont-Saint-Jean (1752-1827), général et homme politique, est né à Sens-sur-Seille.
- Capitaine François Michelin (1827-1870) capitaine mort à la bataille de Beaune-la-Rolande le 28 novembre 1870 d'une balle dans la poitrine.(45)[36].
- Jean-Claude Aristide Gavillot (1837-1911), ancien secrétaire-général de l'Institut égyptien, ancien député de la nation française au Caire. Directeur propriétaire du journal « le journal égyptien » héritier du duc d'Aumont[37].

## Pour approfondir